# Batalla de Ölper (1761)

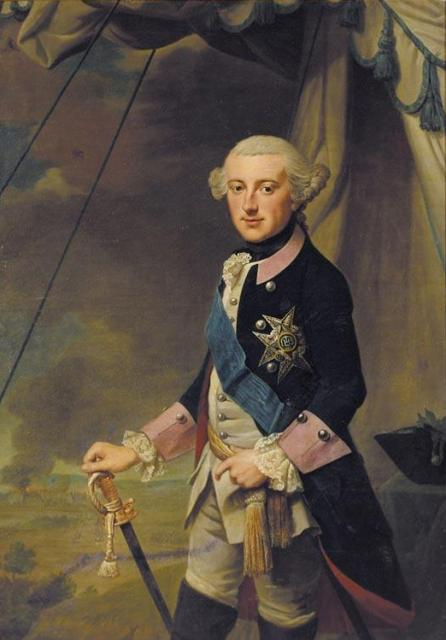
Frédéric-Auguste de Brunswick, futuro duque d'Œls

La batalla de Ölper es una batalla que tuvo lugar el 13 de octubre de 1761 en Ölper —ahora un distrito de la ciudad de Brunswick , en la Baja Sajonia—, como parte de la Guerra de los Siete Años que opuso entre 1756-1763 a Francia y Austria contra Gran Bretaña y Prusia. Las fuerzas del reino de Francia y el Electorado de Sajonia se enfrentaron a las del Principado de Brunswick-Wolfenbüttel aliado del Reino de Prusia, comandado por el príncipe Federico Augusto, Príncipe de Brunswick-Wolfenbüttel-Oels , el hijo menor del duque Carlos I de Brunswick-Wolfenbüttel. Terminó con una victoria para los Brunswick que perdieron a cuatro oficiales y 145 soldados, contra 52 oficiales y 430 soldados para los franco-sajones.

## La batalla
Un ejército franco-sajón comandado por François-Xavier de Saxe, conde de Lusacia, intentó conquistar el Principado de Brunswick-Wolfenbüttel y se apoderó de Wolfenbüttel el 8 de octubre de 1761; posteriormente pone sitio a Brunswick, capital del principado, el 13 de octubre de 1761. Un destacamento de 1700 hombres, franceses, sajones y croatas (regimiento de mercenarios Royal durmientes ), comandados por el Marqués de Vastan se establecieron en posición defensiva para impedir la llegada de refuerzos enemigos. La misma tarde, un ejército de Brunswick dirigido por Federico Guillermo y el general Luckner sorprendió al cuerpo de ejército del Marqués de Vastan, los puso en fuga y los hizo atravesar la ciudad. François-Xavier de Saxe renunció a bombardear la ciudad y levantó el sitio. El marqués de Vastan fue capturado gravemente herido y murió a causa de sus heridas poco después. El regimiento que mandaba de Vastan pasó a estar bajo el mando del marqués de Bouillé..

## Consecuencias
Esta batalla menor marca uno de los fracasos de los franceses y sus aliados incapacite los aliados para poner fuera de combate a los aliados de Federico II en el norte de Alemania, entre las batallas de Villinghausen en julio de 1761 y la de Wilhelmstahl en junio de 1762.